# 諏訪部定軌
諏訪部 定軌（すわべ さだのり）は江戸時代中期の旗本。江戸幕府御召の御馬預。

## 経歴
江戸幕府旗本諏訪部定直の次男として生まれ、その従兄弟定堅の養子となった。元禄14年（1701年）3月4日15歳で初めて徳川綱吉に御目見した。宝永4年（1707年）11月25日父の見習となり、宝永6年（1709年）12月25日廩米150俵を賜った。正徳2年（1712年）7月2日父の跡を継ぎ、江戸で南部藩留守居岸半左衛門等と折衝して御買馬についての指示、上納馬の検分等を行った。
享保7年（1722年）4月日光社参に供奉した。享保10年（1725年）3月27日小金原御鹿狩に参加し、4月3日時服2領を賜った。同月16日小次郎（徳川宗武）の馬稽古に際し手綱を任され、19日時服を賜った。享保11年（1726年）3月27日小金原御鹿狩に参加し、4月1日時服2領を賜った。享保12年（1727年）12月25日節分に当たり、仙台藩・南部藩との事務に勉励したとして銀30枚を賜った。4月徳川吉宗の日光社参に供奉した。享保16年（1731年）3月21日小五郎（徳川宗尹）の馬稽古で手綱を任され、12月4日時服を賜った。
元文3年（1738年）2月9日、馬預・馬方に病人が続出する中で職務に勉励したとして金3枚を賜った。元文5年（1740年）8月配下の御口之者・馬乗等が金蔵普請疑獄事件に関与して吟味を受けた。延享2年（1745年）11月徳川家重の将軍宣下を祝して諸藩から馬が献上され、11日その事務に当たったとして子堅雄と共に褒銀を賜った。延享3年（1746年）60歳となり、遠方御成の御供・御召馬の下乗りを子定年等に代理させることを願い出た。寛延3年（1750年）8月26日致仕し、11月28日64歳で死去し、下谷法養寺に葬られた。法名は日深。

## 親族
- 実父：諏訪部彦兵衛定直[1]
- 実兄：諏訪部宗右衛門高寛[1]
- 実姉 - 三上肥後守季明の妻[1]。
- 実妹[1]
- 養父：諏訪部文九郎定堅 - 定直の父定矩の弟成定の子[1]。
- 妻 - 定堅の娘[1]。
- 子：諏訪部文九郎堅雄[1]
- 娘 - 朝比奈弥太郎泰輝の妻[1]。
- 子：諏訪部三之助定年[1]
- 娘[1]